# Пречув
Пречув (пол. Preczów) — село в Польщі, у гміні Псари Бендзинського повіту Сілезького воєводства.
Населення — 864 особи (2011).
У 1975-1998 роках село належало до Катовицького воєводства.

## Демографія
Демографічна структура станом на 31 березня 2011 року:
|          | Загалом | Допрацездатний вік | Працездатний вік | Постпрацездатний вік |
| -------- | ------- | ------------------ | ---------------- | -------------------- |
| Чоловіки | 416     | 72                 | 296              | 48                   |
| Жінки    | 448     | 70                 | 273              | 105                  |
| Разом    | 864     | 142                | 569              | 153                  |